# Acte unilatéral
L'acte unilatéral, par opposition à l'acte ou à la convention bilatérale ou encore synallagmatique, qualifie un engagement dont celui qui le prend n'attend de quiconque aucune prestation.

## Droit français
Il en est ainsi d'une reconnaissance de dette, d'un congé dans le bail commercial, de la renonciation à un droit, par exemple l'acte de renonciation à succession, ou le désistement d'instance ou d'action.
Il est question quelquefois de « procédure unilatérale » lorsqu'elle se poursuit sans la présence d'un adversaire : ainsi les procédures sur requête (par exemple une demande aux fins de saisie conservatoire) et généralement les procédures en matière gracieuse peuvent être dites unilatérales.

## Droit québécois
Dans le Code civil du Québec, l'article 1378 (2) C.c.Q. affirme que le contrat « peut être d’adhésion ou de gré à gré, synallagmatique ou unilatéral, à titre onéreux ou gratuit, commutatif ou aléatoire et à exécution instantanée ou successive; il peut aussi être de consommation. »
L'article 1380 (2) C.c.Q. dispose que « [Le contrat] est unilatéral lorsque l’une des parties s’oblige envers l’autre sans que, de la part de cette dernière, il y ait d’obligation ».

L'article 704 C.c.Q. définit le testament et le qualifie d'acte unilatéral : 

« Le testament est un acte juridique unilatéral, révocable, établi dans l’une des formes prévues par la loi, par lequel le testateur dispose, par libéralité, de tout ou partie de ses biens, pour n’avoir effet qu’à son décès.
Il ne peut être fait conjointement par deux ou plusieurs personnes. »